# ميك تاكر
ميك تاكر (بالإنجليزية: Mick Tucker)‏ هو طبال بريطاني، ولد في 17 يوليو 1947 في لندن في المملكة المتحدة، وتوفي في 14 فبراير 2002 في هارتفوردشير في المملكة المتحدة بسبب ابيضاض الدم.

## وصلات خارجية
- الموقع الرسمي
- ميك تاكر على موقع IMDb (الإنجليزية)
- ميك تاكر على موقع ميوزك برينز (الإنجليزية)
- ميك تاكر على موقع أول ميوزيك (الإنجليزية)
- ميك تاكر على موقع ديسكوغز (الإنجليزية)
- ميك تاكر على موقع قاعدة بيانات الفيلم (الإنجليزية)